# Kareta pravá
Kareta pravá (Eretmochelys imbricata) je kriticky ohrožená mořská želva, kterou řadíme spolu s dalšími pěti druhy do čeledi karetovitých (Cheloniidae). Je to jediný zástupce svého rodu a druh, který má celosvětovou distribuci a u kterého rozeznáváme dva poddruhy. Poddruh Eretmochelys imbricata imbricata obývá Atlantský oceán, zatímco poddruh Eretmochelys imbricata bissa obývá oblasti Tichého oceánu, část populace žije i v Indickém oceánu. Přestože tráví ostatní druhy želv většinu svého života v otevřených oceánech, tento druh karety je častěji nalézán spíše v mělkých lagunách a u korálových útesů.

## Anatomie a fyziologie

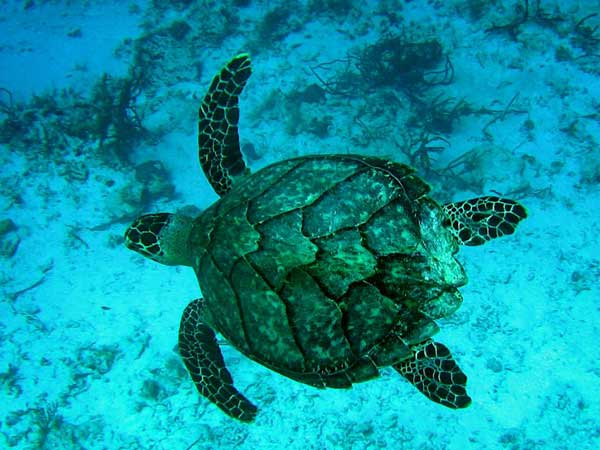
Kareta pravá

Stavbou těla se kareta pravá nijak výrazně neliší od ostatních zástupců své čeledi. Má obecně vyrovnaný tělesný tvar, nezatažitelnou hlavu, ochranný krunýř a nezatažitelné končetiny přeměněné na dlouhé a veslovité ploutve, které jim umožňují plavat i v často nevlídném otevřeném oceánu.
Kareta pravá má jeden z nejkrásnějších krunýřů ze všech mořských želv s jantarovým zbarvením s nepravidelnou kombinací světlých a tmavých pruhů s převážně černým a strakatým zbarvením na stranách. Tvoří ho pět velkých a čtyři páry postranních zvláště silných štítků se zubovitým okrajem, čímž se bezpečně liší od ostatních zástupců své čeledi. Další bezpečnou odlišností od ostatních mořských želv je ostrý a zakřivený čenich připomínající zobák, méně pak dva drápy na každé ploutvi. Tělo dosahuje délky jednoho metru a hmotnosti zhruba 80 kg.
Pokud se kareta pravá pohybuje po písku, její dráhy bývají asymetrické, zatímco se na souši pohybují střídavou plazivou chůzí, čímž se liší od karety zelenavé, která se plazí poněkud souměrně.

### Potrava
I přesto, že je kareta pravá všežravá, složku její potravy nejčastěji tvoří vodní houby, zvláště pak druhy Aaptos aaptos, Chondrilla nucula, Tethya actinia, Spheciospongia vesparium nebo Suberites domuncula. Některé houby, které se stávají potravou karety pravé jsou pro ostatní živočichy smrtelně jedovaté, ale kareta pravá je dokáže bez většího problému pozřít. Navíc tyto houby obsahují vysoké procento křemenčíkového obsahu, což činí karetu pravou jako jednu z mála živočichů želvou, která dokáže požírat i křemenčíkové organismy. Jejich potravou se však stávají i jiní bezobratlí, především pak žebernatky a medúzy, a to i velice nebezpečné druhy jako např. měchýřovka portugalská (Physalia physalis) nebo živočichové z třídy polypovců (Hydrozoa), které napadá pomocí toho, že zaútočí na nechráněné oči a před případným medúziným bráněním ji chrání tlustá pokožka na hlavě.

### Rozmnožování

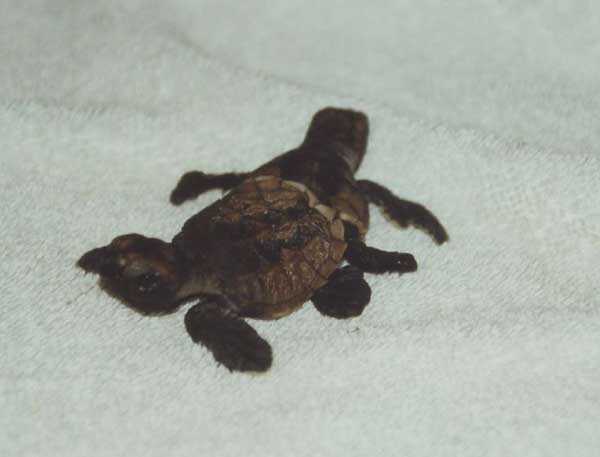
Mláďata

O rozmnožování karet pravých toho není mnoho známo a o mnoha informacích se až do dnešní doby spekuluje. Karety, které obývají území Atlantského oceánu se páří zhruba v období mezi dubnem a listopadem, karety obývající indický oceán, např. Seychelská populace se páří o něco později, v rozmezí mezi zářím a únorem. Jako ostatní mořské želvy se i karety pravé páří v mělkých lagunách mimo břehy svých hnízdišť. Po spáření samice karet pravých pracně vylezou během noci na souš, kde nejdříve vyklidí oblast určenou k hnízdění a vyhrabou pomocí svých zadních ploutví poměrně velkou prohlubeň. Po nakladení vajec, což trvá obvykle několik hodin a kterých bývá v jedné snůšce kolem 150, samice prohlubeň pečlivě zahrabe pískem a plazivými pohyby se znovu vrací do oceánu. Období hnízdění je také jediné období, kdy samice karety pravé vylézají na souš a opouštějí oceán.
Po vylíhnutí váží obvykle mladé želvy méně než 22 gramů, mají tmavě hnědé až černé zbarvení a jejich krunýř dosahuje na délku zhruba 2,5 cm. Instinktivně se hned po vylíhnutí snaží dostat co nejrychleji do oceánu, kam je vede odraz měsíce ve vodě (často si tento jev karety pletou s nepřirozenými světelnými zdroji, jako např. lampami nebo veřejným osvětlením). Želvy, které se do oceánu nedostanou do úsvitu se stávají kořistí dravců (hlavně bahňáků a racků) nebo nejrůznějších druhů větších krabů.

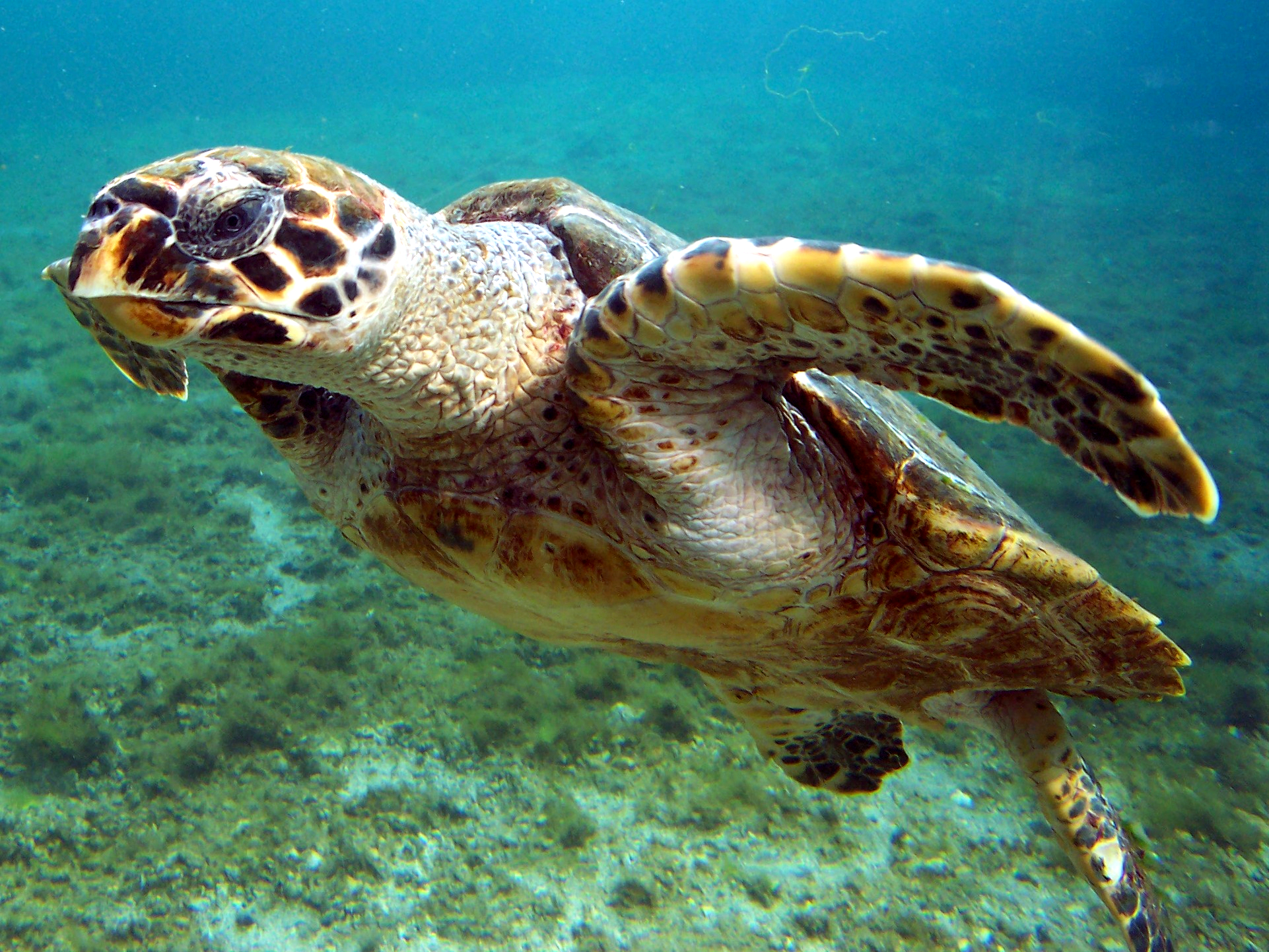
Mladá kareta pravá poblíž zámořského regionu Réunion.

Ani po vstupu do oceánu se však nevyhnou nebezpečí a malé želvičky se stávají snadnou kořistí větších druhů ryb. Proto se snaží skrývat např. pod kameny nebo v korálech. Až po dosažení 35 cm nejsou tak snadnou kořistí, jelikož už mají znatelně tvrdší karapax. Pohlavní dospělosti dosahuje zhruba ve třech letech.
I přesto, že neznáme několik základních informací o životě karety pravé, odhaduje se, že se v přírodě může dožít až padesáti let. Jako ostatní druhy mořských želv žijí i karety pravé samostatně po většinu svého života a společnost vyhledávají jen v období páření. V současné době jsou karety pravé tažné a na jednom území se nezdržují příliš dlouhou dobu. Díky jejich pevnému karapaxu nemají karety pravé mnoho úhlavních predátorů, i když se najde několik živočichů, kteří si dokážou se záludností karapaxu poradit. Do této nepříliš velké skupiny patří žraloci, chobotnice, několik druhů větších krokodýlů a v neposlední řadě i ryb.

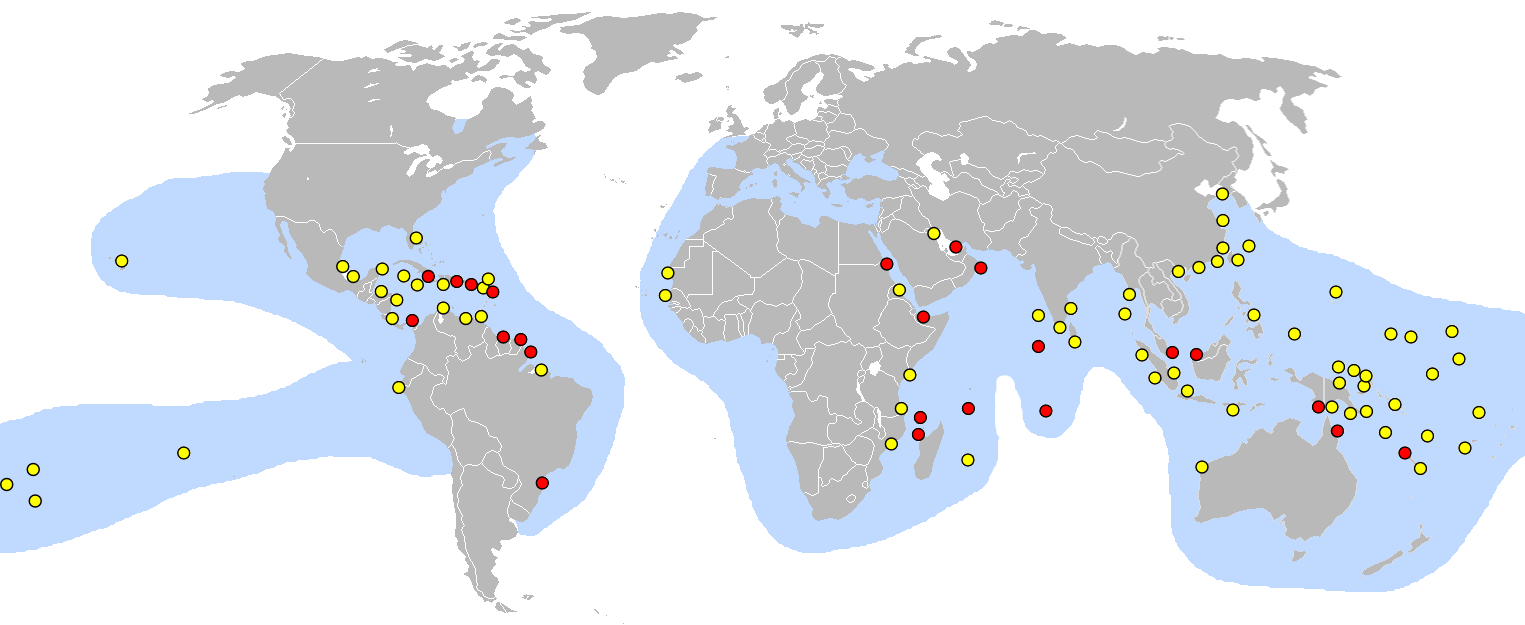
Mapa rozšíření karety pravé. Červeně jsou vyznačena hlavní hnízdiště, žlutě pak hnízdiště menší.

## Etymologie a taxonomie

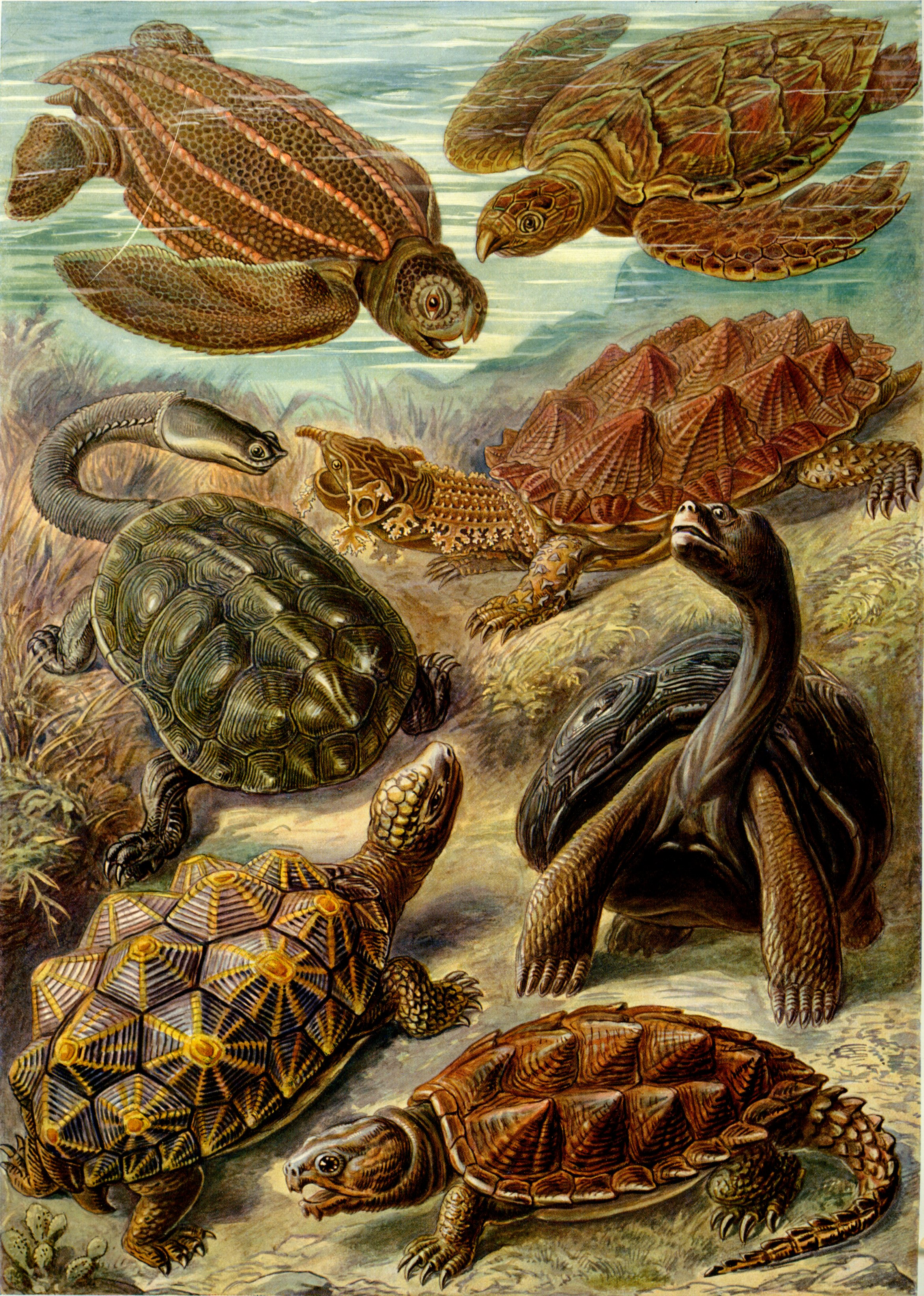
Kareta pravá (nahoře vpravo) na ilustraci od Ernsta Haeckela.

Karetu pravou prvně důkladně popsal Carl Linné v roce 1766 ve svém díle Testudo imbricata. V roce 1843 následně rakouský zoolog Leopold Fitzinger zařadil karetu pravou do příslušného rodu Eretmochelys. V roce 1857 byla kareta pravá přejmenována na Eretmochelys imbricata squamata, vědecký název, který se dnes velice zřídka používá.
U karety pravé byly uznány dva poddruhy. Prvním, Eretmochelys imbricata bissa (Rüppell, 1835) se označují všechny populace karety pravé obývající Tichý oceán. Druhým, Eretmochelys imbricata imbricata (Linnaeus, 1766) se označují zase populace obývající Atlantský oceán.
Rakušan Fitzinger odvodil název Eretmochelys od kořene slova eretmo a chelys, v překladu zhruba "veslo", příslušně pak "želva". Tento název znovu upozorňuje na veslovité přední končetiny karety pravé. Vědecký název tichomořské populace bissa znamená v překladu "dvojitý". Původně byla kareta pravá uváděna pod latinským názvem Caretta bissa a byla považována za jediného zástupce tohoto rodu. Dnes má rodové jméno Caretta v názvu jiný druh karety, kareta obecná (Caretta caretta).

## Ohrožení lidmi
Jelikož bývá kareta pravá velice často lovena lidmi, jsou její populace ve světě ohrožované zánikem a tento druh želvy byl programem IUCN klasifikován jako kriticky ohrožený druh. Na západě lovili karety pravé již starověcí Řeci a starověcí Římané, které jejich krunýř využívali k výrobě klenotů, např. prstenů, ale také hřebenů nebo kartáčů. I přesto, že je dnes lov a obchod s karetami pravými v mnoha zemích zákonem zakázán, několik zemí, zvláště pak Čína a Japonsko, loví tyto karety ve velkém množství, zvláště díky jejich dobrému masu, které se stalo místní oblíbenou pochoutkou. Lidé ale využívají i dnes karetí krunýř, který slouží k výrobě nejrůznějších oblíbených dekorací.

## Galerie

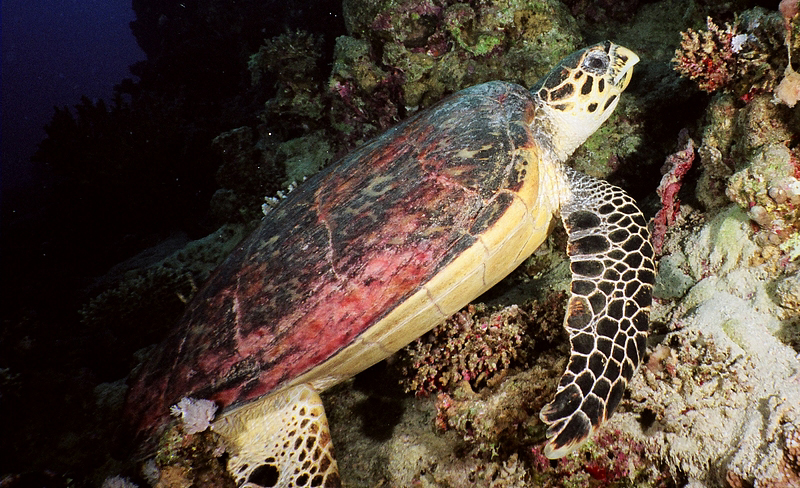
Kareta pravá
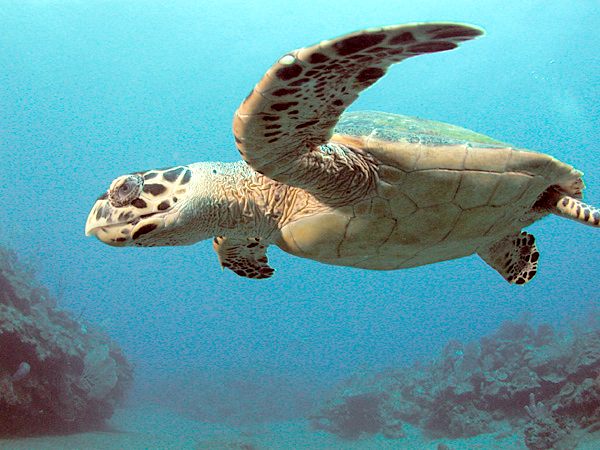
Kareta pravá
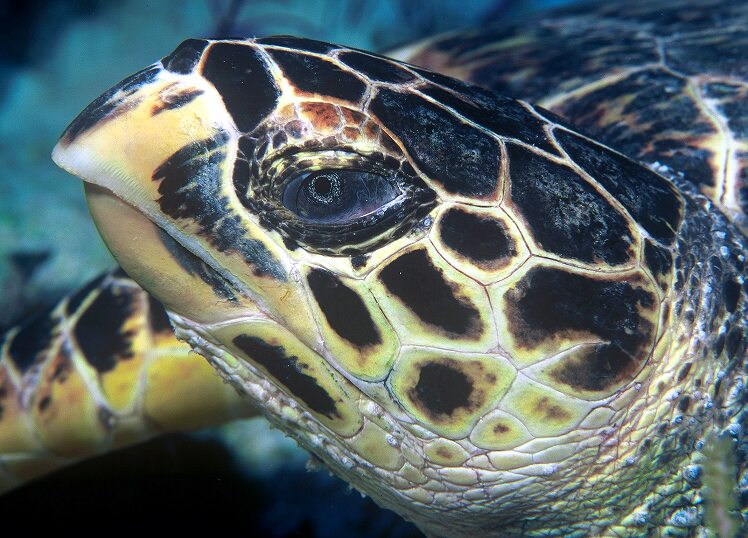
Kareta pravá
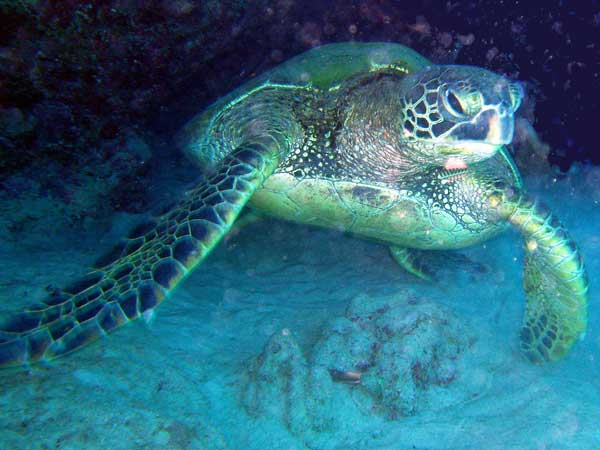
Kareta pravá